# Eumelea infulata
Eumelea infulata är en fjärilsart som beskrevs av W. Warren 1905. Eumelea infulata ingår i släktet Eumelea och familjen mätare. Inga underarter finns listade i Catalogue of Life.